# أولاد خليفة (لبخاتة التحتانية)
أولاد خليفة هو دُوَّار يقع بجماعة لبخاتة، إقليم جرادة، جهة الشرق في المملكة المغربية. ينتمي الدوّار لمشيخة لبخاتة التحتانية التي تضم 4 دواوير. يقدر عدد سكانه بـ 458 نسمة حسب الإحصاء الرسمي للسكان والسكنى لسنة 2004.

## روابط خارجية
- البوابة الوطنية للجماعات الترابية
- المندوبية السامية للتخطيط